# Strážce majáku
Strážce majáku (v anglickém originálu The Lightkeepers) je americká romantická komedie z roku 2009. Režisérem a scenáristou snímku byl Daniel Adams. Scénář je adaptací knihy The Woman Haters od Josepha C. Lincolna. Děj filmu se odehrává v roce 1912 na mysu Cape Cod na východě amerického státu Massachusetts. Natáčení probíhalo v květnu 2009 a jeho premiéra proběhla v prosinci toho roku. Ve filmu hrají Richard Dreyfuss, Blythe Danner, Bruce Dern, Mamie Gummer a další. Po režisérově předchozím snímku Zlatí chlapci (2008) jde o druhou část plánované trilogie, v níž na plátno převáděl Lincolnova díla odehrávající se na Cape Cod. Poslední část však nikdy nevznikla, neboť byl Adams kvůli finančním podvodům uvězněn.